# 马沙尔克反应
马沙尔克反应（Marschalk reaction）是在连二亚硫酸钠促进下，羟基蒽醌与醛作用，然后再用酸处理，得到在蒽环上引入取代基的产物。

## 反应机理
1、见《Named Reactions in Organic Chemistry》一书中的机理（Google Books链接）
2、见下图。